# Shattered Union
Shattered Union (tạm dịch: Liên bang tan vỡ) là trò chơi máy tính thuộc thể loại chiến thuật theo lượt lấy bối cảnh giả tưởng do hãng PopTop Software phát triển và 2K Games phát hành trên PC và Xbox vào năm 2005.

## Cốt truyện
Trong một thời gian thay thế của năm 2009, sau tám năm cầm quyền của cựu Tổng thống Mỹ George W. Bush, David Jefferson Adams được bầu làm tân Tổng thống Hoa Kỳ thứ 44 sau một cuộc bầu cử đầy tranh cãi và một cuộc bầu chọn hạn chế trong đoàn cử tri (và sau đó lần lượt tới phiên Hạ viện Hoa Kỳ), trở thành vị tổng thống không được ưa chuộng nhất trong lịch sử nước Mỹ. Một sự kết hợp của các cuộc tấn công khủng bố nước ngoài và điều kiện kinh tế nghèo nàn đã góp phần vào tình trạng bất ổn dân sự. Kết quả là bạo loạn bùng nổ trên khắp nước Mỹ, dẫn đến khủng bố nội địa. Đáp lại, Tổng thống Adams sử dụng Đạo luật An ninh Nội địa và tuyên bố thiết quân luật (trong thực tế, không có quy định trong Đạo luật An ninh Nội địa) trên nhiều vùng miền của đất nước, nhưng đặc biệt tập trung ở vùng Trung Tây.
Trong cuộc bầu cử năm 2012, Tòa án Tối cao Hoa Kỳ tuyên bố loại tất cả các ứng cử viên tổng thống từ các cơ quan tổ chức, trên thực tế là giao cho Adams quyền tái tranh cử. Công chúng phản ứng dữ dội khi Tổng thống Adams đương nhiệm sẽ đảm nhận một nhiệm kỳ thứ hai. 
Trong ngày lễ nhậm chức tại Washington, DC vào ngày 20 tháng 1 năm 2013, vũ khí hạt nhân chiến thuật có năng suất thấp được kích nổ tầm thấp trông thấy rõ ràng, có lẽ đã được giấu ở đó trước. Năng suất đủ để tiêu diệt hầu hết các thành phố, giết chết Adams cùng nội các của ông và hầu hết Quốc hội Hoa Kỳ, tiêu diệt có hiệu quả các đời tổng thống kế nhiệm.
Quốc hội Liên minh châu Âu gặp nhau trong một phiên họp khẩn cấp và bầu chọn việc gửi lực lượng gìn giữ hòa bình tới khu vực DC để bảo đảm lợi ích quốc tế và bảo vệ các công dân châu Âu tại Hoa Kỳ. Khi ý kiến ly khai tăng lên ở Mỹ, thống đốc bang California tuyên bố quy định về nhà ở và quyết định ly khai khỏi Liên bang vào ngày 15 tháng 4 năm 2013. Texas hưởng ứng một vài ngày sau đó, bắt chước ông bạn láng giềng cũng tự đổi tên lại là Cộng hòa Texas. Các bang khác cũng thành lập các quốc gia riêng vào những tháng sau và vào năm 2014, tất cả hy vọng cho một giải pháp hòa bình đã tiêu tan và cuộc nội chiến Hoa Kỳ thứ hai chính thức bắt đầu.
Vào lúc khởi đầu cuộc chiến, Liên bang Nga xâm nhập và chiếm Alaska, bằng cách sử dụng các chiến dịch mở rộng lãnh thổ của Liên minh châu Âu như một cái cớ. Cuộc xâm lược do cá nhân Tổng thống Nicholai Vladekov chỉ đạo, nguyên là cựu tướng lãnh đi theo đường lối cứng rắn của Liên Xô cũ, người đã tuyên bố rằng Alaska chưa bao giờ thực sự là một phần của Mỹ và Nga chỉ đơn thuần lấy lại lãnh thổ trước đây. Những cuộc kháng cự xảy ra đều lộn xộn và vô tổ chức, làm cho cuộc xâm lược phần lớn không một chút kháng cự.
Sau đó, Interpol cho thấy các kết quả điều tra về vụ đánh bom ngày lễ nhậm chức. Phát hiện những bằng chứng tiết lộ Tổng thống Vladekov chính là người đã giao dịch vũ khí trên thị trường chợ đen trong hơn năm năm, đứng ra vạch kế hoạch và điều khiển vụ đánh bom DC để Nga có thể lấy lại sự thống trị quân sự của mình và dễ dàng kiểm soát châu Âu. Điều này làm bùng nổ các cuộc biểu tình trên khắp nước Nga buộc Vladekov phải tuyên bố thiết quân luật tại Moscow.
Sau khi những nước láng giềng cũ trước đây của Mỹ được thống nhất theo một phe, Khối thịnh vượng chung độc lập của Hawaii đồng ý tham gia chính phủ mới. Vladekov từ chối nhường lại quyền kiểm soát Alaska, do đó lực lượng của phe này chuẩn bị xâm lược Hoa Kỳ và trục xuất người Nga ra khỏi Tân Thế giới. Một đoạn phim điện ảnh kết thúc mô tả hậu quả của chiến tranh.
Nếu cuộc xâm lược thất bại, công cuộc tái thiết nước Mỹ vẫn bị tình trạng bất ổn và phải đối mặt với một tương lai không chắc chắn. Nếu cuộc xâm lược thành công và danh tiếng của phe của người chơi rất tốt, nước Mỹ được tái thiết bởi một nhà lãnh đạo của "sự cao thượng hiếm thấy" có hành vi thương xót và kỹ năng chiến lược sẽ được nói đến trong nhiều thế kỷ. Nếu danh tiếng của phe của người chơi rất tệ, Mỹ biến thành một nhà nước phát xít mới, "một trong đó sẽ không bao giờ cảm thấy sự sắc sảo của bất đồng chính kiến".

## Cách chơi
Trò chơi dựa trên hệ thống đường kẻ ô hình lục giác. Các phe phái khác nhau còn lại khi đất nước bị tan vỡ từng phần (xem dưới đây) bắt đầu tiến hành chiến tranh trên nhiều vùng lãnh thổ. Số tiền thu nhập của người chơi có được qua mỗi lượt tấn công dựa trên nhiều vùng lãnh thổ mà họ kiểm soát. Khi tấn công một vùng lãnh thổ, người chơi lựa chọn các đơn vị quân để dàn quân đến khu vực đó trên màn hình triển khai. Nếu một đơn vị được triển khai đến một khu vực thì không thể tái triển khai một đơn vị khác cho đến khi kết thúc lượt tấn công đó. Mỗi bên có thể lựa chọn hoặc tự đặt các đơn vị của họ trên chiến trường tại bất kỳ nơi nào hoặc nhờ máy tính tự động hỗ trợ với các nút hướng dẫn và tự động trên màn hình triển khai.
Trong mỗi khu vực có nhiều dạng địa hình khác nhau với các hiệu ứng riêng biệt sẽ tác động đến tốc độ di chuyển của đơn vị. Các tuyến đường cho phép di chuyển quân nhanh hơn nhiều nhưng làm giảm chỉ số phòng thủ. Rừng, núi, đầm lầy, và các loại địa hình khác cũng có thể làm hạn chế bước di chuyển của đơn vị nhưng lại tăng chỉ số phòng thủ lên cao. Thành phố không ảnh hưởng nhiều đến sự gia tăng bước di chuyển của đơn vị quân (chỉ trừ trường hợp một con đường chạy xuyên qua mới làm tăng chỉ số này lên được) nhưng lại tăng chỉ số phòng thủ. Trường hợp băng qua cầu, sông sẽ gây cản trở nặng bước di chuyển của đơn vị, làm giảm tốc độ của bộ binh, cần cả một lượt để vượt qua đối với một số đơn vị xe và hoàn toàn ngăn chặn các đơn vị khác do đó buộc phải tìm kiếm một cây cầu còn nguyên vẹn. Hai đơn vị, đối phương hoặc đồng minh, không bao giờ có thể chiếm một ô lục giác cùng một lúc.
Ở phần chiến đấu tự thân nó sẽ thể hiện hìng dạng của một đơn vị trực tiếp tham chiến mà không cần sự can thiệp từ bất kỳ đơn vị nào khác ở bên ngoài khu vực. Đơn vị tấn công sẽ khai hỏa trước. Nếu đơn vị phòng thủ vẫn còn sống sót sau cuộc tấn công đầu tiên thì sẽ phản công lại đơn vị tấn công. Mỗi đơn vị chỉ có thể tấn công một lần mỗi lượt và phản công một lần cho mỗi lượt, trừ khi thanh quyền năng bên cạnh cho phép thực hiện một cuộc tấn công khác. Các cuộc không kích thường bị phản công lại, cấp cho đơn vị điểm phòng không và sẽ không bị đợt tấn công đầu tiên của đơn vị không quân địch giết chết.
Mỗi loại đơn vị có ba trạng thái tấn công: hiệu quả chống lại bộ binh (EI), hiệu quả chống lại các loại xe (EV), và hiệu quả chống lại các đơn vị không quân (EA). Nếu chỉ số hiệu quả của kẻ tấn công chống lại các loại đơn vị phòng thủ cao hơn so với tỉ lệ giáp của quân phòng thủ, thiệt hại sẽ được thực hiện theo hiệu quả kẻ tấn công # - giáp phòng thủ #. Nếu không thì sẽ không có thiệt hại hoặc thiệt hại cực kỳ thấp. Một số đơn vị chỉ để chuyên tấn công một loại đơn vị duy nhất. Nếu đủ mức độ thiệt hại gây ra cho đơn vị thì nó sẽ bị phá hủy.
Mục tiêu của trận chiến hoặc là để tiêu diệt tất cả các đơn vị của đối phương hoặc chiếm đủ thành phố mục tiêu để kiểm soát chiến trường. Những thành phố mục tiêu có thể được xác định cho cả hai điểm giá trị là Điểm Mục tiêu của họ và vị trí trên màn hình bản đồ và có thể được hiển thị trên màn hình chiến đấu chính bằng cách sử dụng nút Mục tiêu (cờ). Ở phía bên trái của màn hình là thanh Sidebar Powers. Những quyền hạn hồi phục theo thời gian, và số lượng thời gian cho đến khi họ có thể sử dụng một lần nữa được hiển thị trên nút / hình ảnh của họ. Trong chiến dịch, tùy thuộc vào sự đánh giá chính trị của họ được đánh giá bằng cách thiệt hại phụ thêm bao nhiêu (xem dưới đây) mà anh ta gây ra, người chơi sẽ nhận được loại quyền hạn khác nhau.

### Trạng thái đơn vị
Trong trận đấu, nếu người chơi nhấp chuột vào một trong những đơn vị riêng, một thanh sẽ xuất hiện ở góc dưới bên phải. Thanh này hiển thị tất cả các trạng thái ngay lập tức của đơn vị, bao gồm trạng thái EI, EV, và EA, tỷ lệ giáp (đòn tấn công mà đơn vị có thể chịu đựng trước khi dính sát thương), tỷ lệ máu (mức sát thương đơn vị có thể trụ vững cho tới khi chết) và cấp độ xăng dầu. Xăng dầu rất cần thiết cho các đơn vị xe và máy bay trực thăng di chuyển cứ mỗi bước là trừ một điểm xăng. Nếu hết xăng, đơn vị vẫn có thể tấn công trong phạm vi đó nhưng không thể di chuyển sang lượt tiếp theo trừ phi người chơi tái tiếp tế. Riêng bộ binh thì không cần xăng dầu.
Ngoài ra còn có một nút dấu hỏi bên cạnh trạng thái cơ bản. Bấm vào nút này cho phép người chơi thiết lập trạng thái chi tiết hơn bao gồm tỷ lệ di chuyển (sự mệt mỏi; bao nhiêu ô đơn vị có thể di chuyển qua mỗi lượt), phạm vi tấn công (mục tiêu; bao nhiêu ô đơn vị có thể tấn công), thấu thị (ống nhòm; khoảng cách đơn vị có thể nhìn thấy) và tỷ lệ sát thương phụ (bùng nổ, mức sát thương đơn vị gây ra cho môi trường xung quanh khi tấn công).
Khi đơn vị quân sống sót qua nhiều trận chiến thì chúng sẽ lên cấp. Cấp bậc càng cao thì đơn vị quân sẽ được công điểm thêm vào chỉ số tấn công, phòng thủ và cột máu.

## Đơn vị đặc biệt
Có ba loại quân chủng và chín lớp quân. Quân chủng gồm bộ binh, thiết giáp và máy bay, không có hải quân. Lớp đơn vị dùng một lần (thường là bộ binh), bộ binh, thiết giáp hạng nhẹ, thiết giáp hạng trung, thiết giáp hạng nặng, pháo binh, phòng không, trực thăng và máy bay. Mỗi lớp đều có một loạt đơn vị đặc biệt, chỉ khác nhau về hiệu quả với chi phí. 

### Đơn vị dùng một lần
Là những loại quân mà một phe có thể mua được dùng trong một trận đơn chiến. Bao gồm tháp canh và boongke, pháo cố định và các loại dân quân.

### Bộ binh
Có tất cả ba loại đơn vị bộ binh với những mục đích chuyên môn riêng. Những đơn vị kiểu biệt kích thường dùng để chống lại bộ binh và các loại xe khá hữu hiệu nhưng không có khả năng phòng không. Bộ binh hạng nặng thì dùng để tấn công máy bay và các loại xe cộ. Công binh tỏ ra quá yếu trong trực chiến nhưng có khả năng xây dựng và lắp đặt chướng ngại vật như hàng rào dây thép gai, chông chống tăng và địa lôi gây thiệt hại cho quân đối phương khi bước qua. 

### Thiết giáp
Có tất cả ba loại thiết giáp với khả năng tương tự và chủ yếu khác nhau là về chi phí cho tới điểm tấn công. Thiết giáp chính là lớp dùng để chống xe cơ giới nhưng cũng có một số loại dùng chống bộ binh khá hiệu quả.

### Pháo binh
Tương tự như máy bay chiến đấu và máy bay ném bom, đơn vị pháo binh là đơn vị hỗ trợ rất mạnh nhưng có nhiều hạn chế đáng kể. Một mục tiêu phải được ít nhất hai ô để pháo binh khai hỏa và rất dễ bị tiêu diệt khi cận chiến. Đơn vị pháo binh cũng ít khi đủ khả năng tự vệ trong hầu hết trường hợp, chỉ một số nhỏ trong game là có giáp xịn hoặc khả năng phòng không. Tuy nhiên, các đơn vị pháo binh lại có tầm bắn xa nhất lên đến năm ô so với bất kỳ loại đơn vị nào trong game. Dù luôn yêu cầu sự hỗ trợ rộng và rất dễ bị tiêu diệt khi tấn công gần, các đơn vị pháo binh cực kỳ mạnh và có thể chứng minh sự tàn phá nếu được sử dụng với số lượng lớn.

### Phòng không
Những đơn vị phòng không có thứ hạng thấp hoặc vô hiệu khi chống lại thiết giáp và từ trung bình đến mức vô hiệu khi chống lại bộ binh nhưng lại rất tuyệt với khả năng tiêu diệt bất kỳ đơn vị máy bay nào. Ngoài ra, mỗi đơn vị phòng không đều có một "bán kính bảo vệ" xung quanh, bất kỳ đơn vị máy bay chiến đấu hoặc máy bay ném bom tấn công một đơn vị khác trong vòng bán kính đó sẽ bị các đơn vị phòng không tấn công lại cũng như đơn vị bảo vệ. 

### Trực thăng
Bằng tầm nhìn xa nhất, tốc độ di chuyển mỗi lượt một lần cao nhất và không bị cản trở bởi địa hình, máy bay trực thăng vừa là đơn vị trinh sát và sở hữu khả năng tác chiến tốt. Chúng có thể di chuyển lên trước và tấn công với tốc độ cao, được xem là loại quân chống lại hầu hết các loại đơn vị khác một cách hiệu quả. Một nhược điểm đáng kể của máy bay trực thăng là không thể chiếm hoặc giữ mục tiêu mà chỉ đóng mỗi vai trò hỗ trợ, ứng cứu trong tình trạng nguy cấp. Trực thăng cũng thu hút sự chú ý đáng kể từ máy bay chiến đấu của đối phương và các đơn vị phòng không có nghĩa là chúng sẽ yêu cầu nhiều sự hỗ trợ từ lục quân và không quân của một phe khác.

### Máy bay
Máy bay không di chuyển dọc theo chiến trường như các đơn vị khác mà đóng ở sân bay và chỉ được gọi thông qua bảng chọn lệnh không kích. Có hai loại máy bay chiến đấu và máy bay ném bom. Cả hai đều có giá mua đắt đỏ và khả năng chiến đấu tuyệt vời nhưng vẫn có hạn chế đáng kể. Hỏa lực phòng không và máy bay chiến đấu của đối phương là một mối đe dọa đáng kể cho cả hai loại máy bay nếu đối phương có hai hay nhiều đơn vị như vậy trong phạm vi của một khu vực nơi một máy bay chiến đấu hoặc máy bay ném bom được lệnh tấn công, thì máy bay sẽ bị phá hủy.
Máy bay chiến đấu không có khả năng tấn công đối đất mà chỉ có thể chiến đấu chống lại máy bay khác. Máy bay chiến đấu có thể "tuần tra" một khu vực rộng lớn xung quanh bản đồ trong tầm mắt người chơi, giúp ích cho việc quan sát và bảo vệ những đơn vị bên dưới, nếu một chiếc máy bay đối phương cố gắng tấn công một đơn vị trong tầm bán kính tuần tra của máy bay chiến đấu, thì sẽ bị ngăn chặn, nhưng không phải lúc nào cũng bị bắn hạ bởi máy bay chiến đấu. Tuần tra được lập lại sau một lượt đi của người chơi và kẻ thù. Cần lưu ý rằng các máy bay chiến đấu luôn luôn gây ra thiệt hại cho máy bay chiến đấu khác trong trận đánh, thậm chí nếu các máy bay chiến đấu khác bắn hạ, tuy nhiên, một chiếc máy bay chiến đấu tuần tra tấn công một máy bay khác trong bán kính tuần tra của nó (nếu không trực tiếp tấn công) sẽ không bị phản công lại.
Máy bay ném bom, mặt khác, lại không có khả năng phòng không. Chúng không thể tuần tra như máy bay chiến đấu, nhưng thay vì gọi hiệu lệnh tấn công một mục tiêu duy nhất và bay đi. Các cuộc tấn công của máy bay ném bom có thể gây ra thiệt hại nghiêm trọng cho các đơn vị kẻ thù, và máy bay ném bom có thể chịu được hỏa lực của đối phương nhiều hơn so với máy bay chiến đấu. Được xem là một trong những đơn vị đắt tiền nhất trong game và phải tốn rất nhiều đòn hỏa lực phòng không mới chặn lại được đôi khi chỉ một trận ném bom thì khó mà khắc phục được cho phe đó.

## Đón nhận
Shattered Union thường nhận được đánh giá trung bình từ hầu hết giới phê bình. Game nhận được số điểm 7,9 từ GameSpot, 7.5 từ IGN, 7.9 từ Playing Worth, 7,8 từ GameZone, 72/100 từ GamingTrend, và + C từ Game Revolution. Thunderbolt có chút tích cực hơn hơn số khác chấm 8/10 trong khi Game Chronicles và GamingExcellence có phần tiêu cực hơn, chấm 6.5 và mức điểm 5.5 tương tự. Lối chơi được ca ngợi "đơn giản nhưng sâu sắc" và concept cũng khá được yêu thích trong khi những lời chỉ trích bao gồm AI không cân bằng và thiếu hẳn bất kỳ tính năng ngoại giao nào. 

## Phim sắp ra mắt
Variety và Gamasutra thông báo Jerry Bruckheimer đang tạo ra một ấn phẩm phim chuyển thể từ game được phân phối bởi Walt Disney Pictures. J. Michael Straczynski được chỉ định viết kịch bản.